# BSD小惡魔
BSD小惡魔（英語：BSD Daemon）是BSD作業系統的吉祥物。許多人叫他「Beastie」，因為發音跟BSD類似。他的形象是隻惡魔，通常帶支三叉戟，代表行程的分岔。BSD小惡魔的版權是由馬紹爾·克爾克·麥庫錫克持有。目前最流行的BSD小惡魔版本是由動畫導演约翰·雷斯特在1988年3月22日所畫的。而最早的BSD小惡魔版本則是由漫畫畫家費爾·弗格利歐畫的。

## ASCII图像
```
                ,        ,         
               /(        )`        
               \ \___   / |        
               /- 
_
  `-/  '        
              (
/\/ \
 \   /\        
              
/ /   |
 `    \       
              
O O
   
)
 /    |       
              
`-^--'
`<     '       
             (_.)  _  )   /        
              `.___/`    /         
                `-----' /          

   <----.
     __ / __   \          

   <----|====
O)))
==
) \) /
====|
      

   <----'
    `--' `.__,' \         
                |        |         
                 \       /       /\

            ______
( (_  / \______/
 

          ,'  ,-----'   |          
          `--
{__________)          
```

由Felix Lee设计的BSD小恶魔的ASCII艺术图像。被用在FreeBSD版本5.x的开机菜单。